# Рас (крепость)
Рас (болг. Рас; серб. Рас) — раннесредневековая болгарская крепость, построенная, вероятно, на месте ранее разрушенной позднеантичной римско-византийской крепости Арса. Точное местонахождение крепости до сих пор вызывает споры, но, по мнению исследователей, она находилась в районе к западу и востоку от сегодняшнего Нови-Пазара в Сербии. Если Рас находится на границе между Болгарией и Сербией, то логично предположить, что Сербия располагалась к западу от Раса и что граница, вероятно, проходила по долине верхнего Ибара, восточной окраине Сьеничко-Пещерского плато и склонам горам Голия. Это создаёт предположение, что Рас (город и район) в IX—X веках находились за пределами территории Сербии. Также Константин Багрянородный пишет следующее: «Тогда, конечно, сокрушаясь о сыне, Борис против воли заключил мир с сербами. Желая вернуться в Булгарию и боясь, как бы сербы не заманили его в засаду на пути, он попросил для своей безопасности детей архонта Мунтимира, Борена и Стефана, которые и сберегли его невредимым вплоть до самых границ, то есть до Расы».

## История
Рас — сердце современного археологическо-исторического комплекса Старая Раса. Окружающее наследие также возникает вокруг крепости. Крепость является болгарским форпостом на средневековых сербских землях. Владимир-Расате назван в честь крепости, потому что он, как и сербы, отказался принять христианство после крещения Болгарии и продолжал придерживаться язычества.
После походов Святослава Игоревича в Болгарию образовался Катепанатом Раса, просуществовавший между 971 и 976 годами, после чего Рас снова оказался под властью болгар — Комитопулов.
После того, как Болгария попала под власть Византии, Рас стал епархиальным центром Охридского архиепископства и превратился в византийскую военную крепость. В 1130-х годах Рас неоднократно подвергался нападениям сербов и в конце концов был разрушен. После того, как византийская крепостная система рухнула с сербских земель, в 1149 году император Мануил I Комнин лично возглавил поход против сербов, подчинил и покорил их. В конце XII — начале XIII века вокруг Раса сформировался православный центр влияния на сербов и их земли, отсюда и термин «Расцы», хотя ранее раннесредневековым укрепленным центром был Болгарский и Византийский.